# Helictopleurus minutus
Helictopleurus minutus là một loài bọ cánh cứng trong họ Bọ hung (Scarabaeidae).